# BB 8100
,,,
Les BB 8100 sont des locomotives électriques mixtes de la SNCF conçues à la suite de l'électrification de la ligne Paris-Lyon.

## Origine de la série
Issues de la grande famille des BB Midi (compagnie des chemins de fer du Midi), des BB 300 (compagnie du chemin de fer de Paris à Orléans) et des BB 900 (administration des chemins de fer de l'État), ces locomotives à courant continu sont conçues pour optimiser les qualités de toutes ces séries dans les domaines de la polyvalence et de la souplesse d'emploi, de la réduction des temps et des charges de maintenance, de la diminution des coûts de fabrication grâce à l'élaboration d'une importante série. Après la mise au point du prototype BB 8001, contemporaines des dernières machines à vapeur, qu'elles remplacent au fil des électrifications, les BB 8100 sont visibles sur la plupart des lignes électrifiées en 1,5 kV continu.

## Description

### Caractéristiques techniques
La robustesse de ces machines vaut à quelques unités d'être sélectionnées pour être transformées en locomotive de manœuvre BB 80000.
Du fait de leur faible longueur (12,92 m), ces machines sont très appréciées pour les manœuvres de refoulement (marche arrière) en tête de train.  Toutefois, seuls douze exemplaires sont modifiés en raison de la transformation de BB 8500 en BB 88500 qui remplissent le même rôle.
Les BB 8100 connaissent du succès à l'exportation : des locomotives dérivées sont vendues aux Pays-Bas (NS classe 1100) et au Maroc.

### Livrées
La livrée d'origine des BB 8100 combine une caisse vert celtique, avec les encadrements des baies frontales et des hublots latéraux rouge vermillon, et des bogies gris clair avec des traverses de tamponnement peintes en rouge. Au fil des révisions, le rouge disparaît de l'encadrement des baies et des hublots ainsi que des traverses dont la couleur générale passe au gris foncé.
Durant les années 1980, à l'occasion d'une opération de grand entretien, les locomotives traitées sont peintes dans la livrée grise dite « béton », avec une bande à mi-hauteur des caisses et des moustaches frontales orange TGV.

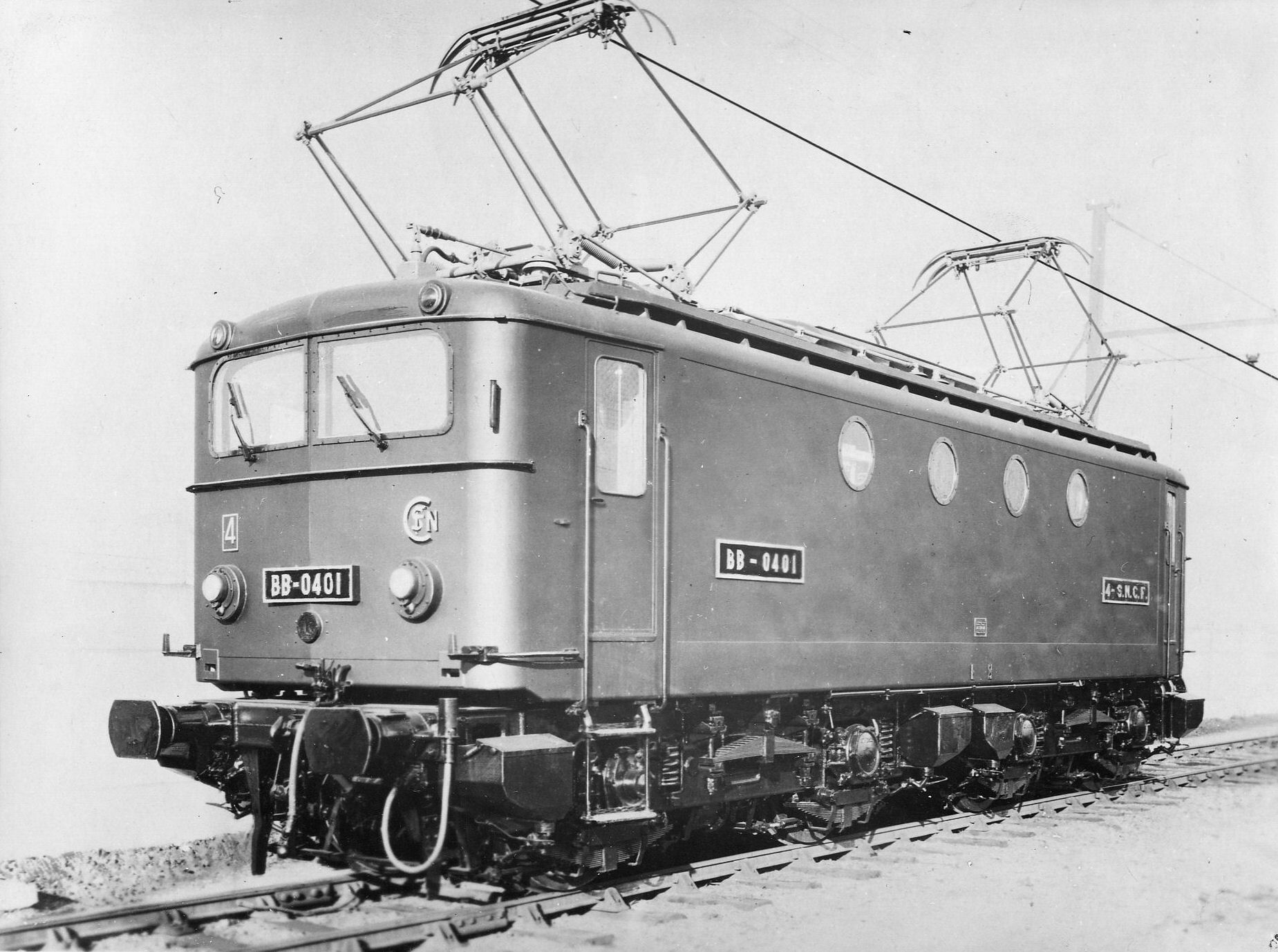
Prototype 0401 de la SNCF.
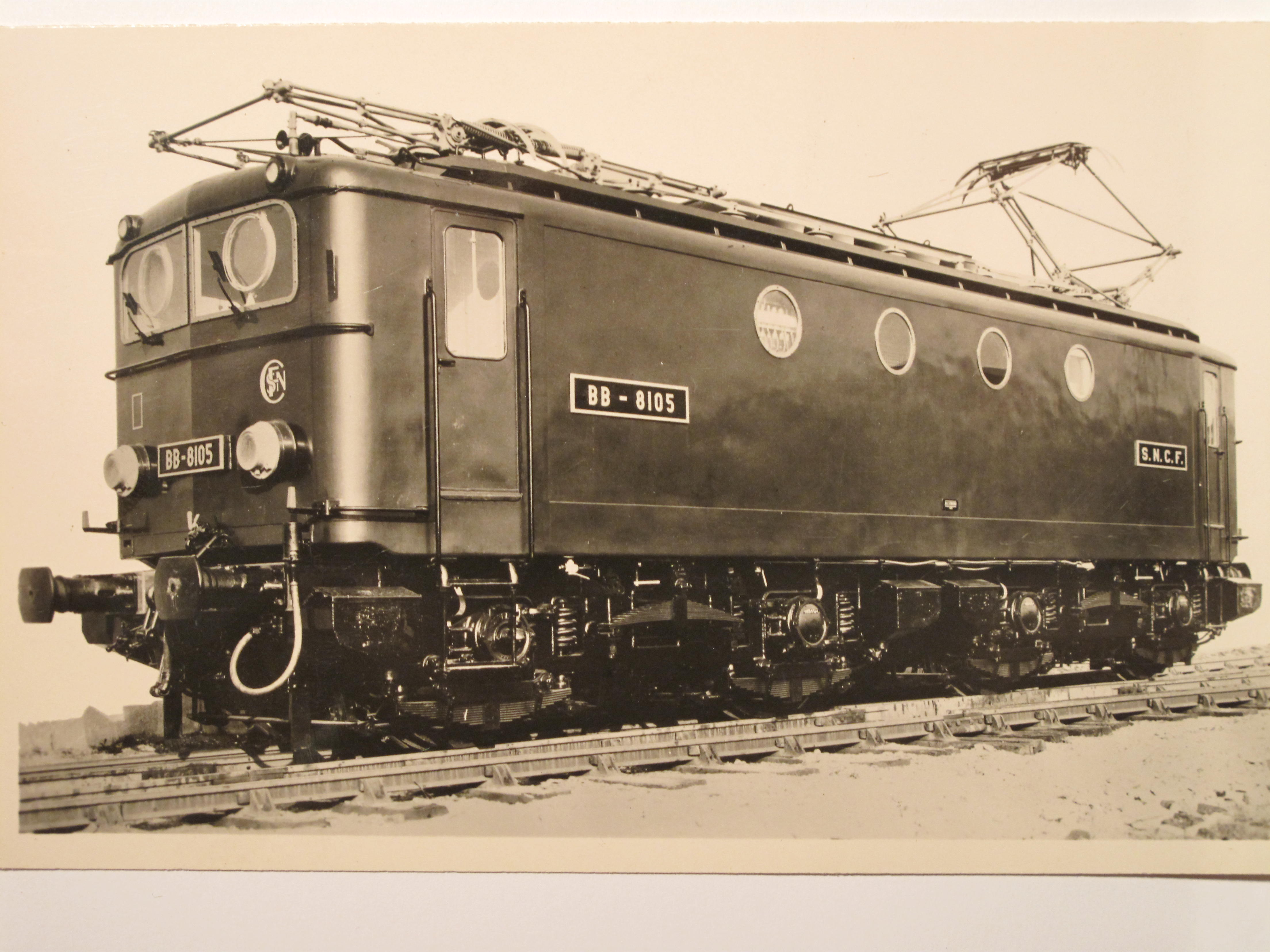
La BB 8105 à sa sortie d'usine.
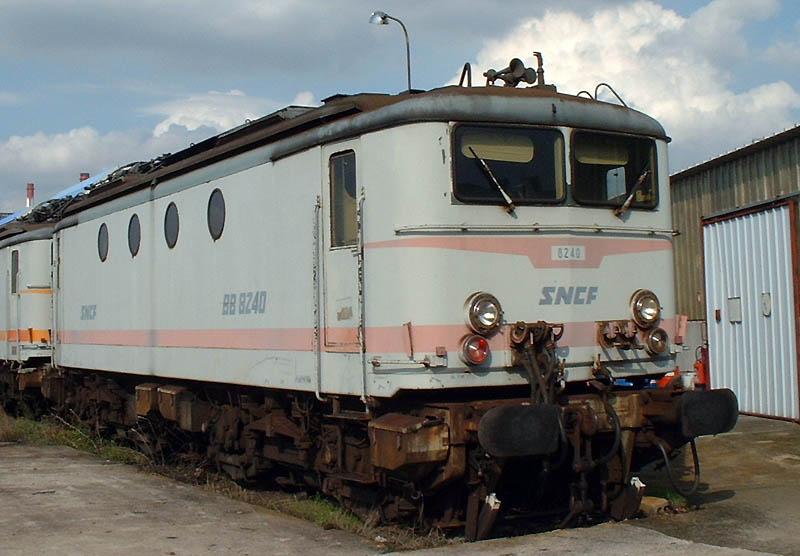
BB 8240 en livrée « béton ».

## Services effectués

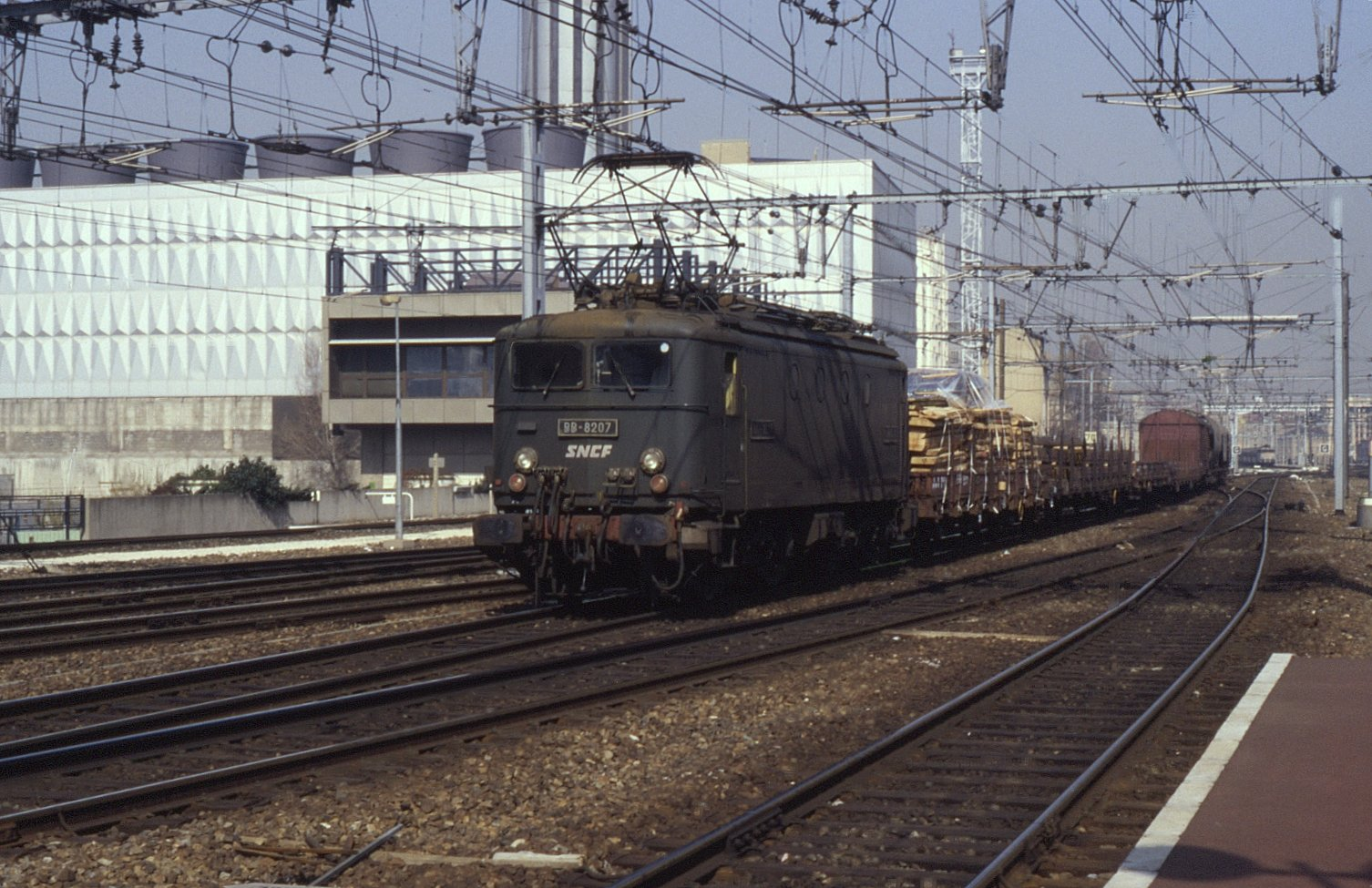
BB 8207 en livrée d'origine à Lyon.

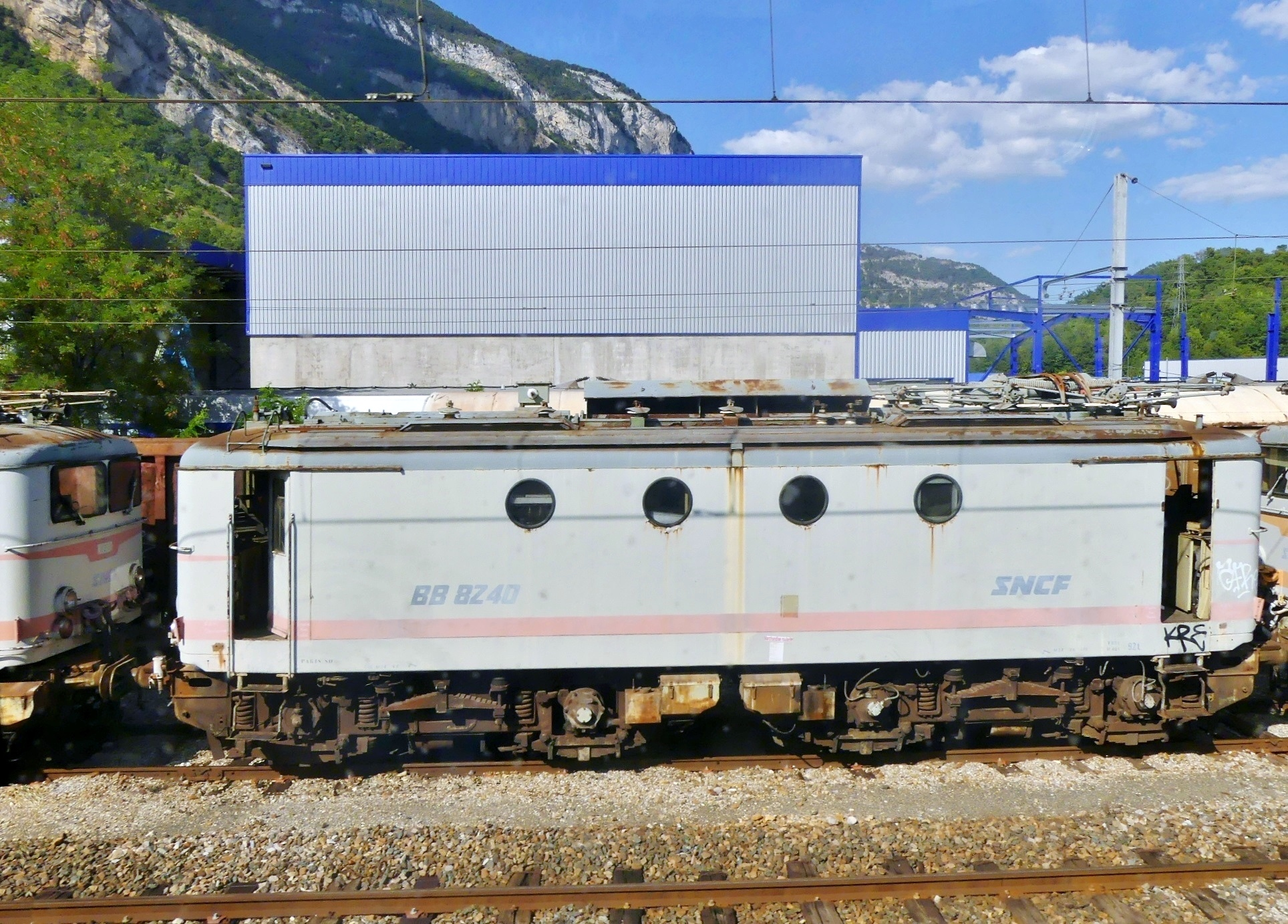
Locomotives BB 8100 en attente de leur démolition à Culoz en 2018.

De 1948 à 1960 environ, les BB 8100 sont de véritables machines mixtes : on les voit en tête de trains de voyageurs (vitesse limitée à 105 km/h) autant que de marchandises.
À partir de 1960, l'arrivée des BB Jacquemin (BB 9200, BB 9300) plus rapides provoque la réorganisation des BB 8100 et leur affectation aux seuls trains de marchandises. Grâce à leur possibilité de marche en unité multiple (UM) à partir du début des années 1970, après l'installation d'un lestage de 12 tonnes de fonte dans les couloirs, les BB 8100 se voient confier les trains lourds (jusqu'à 3 200 tonnes) circulant en vallée du Rhône (rive droite) dont les fameux trains d'hydrocarbure de 3 200 tonnes. Ce sont les seules machines à être "tournées sur plaque" en rotonde en UM avec les BB 1-80.
Les premières radiations de la série ont lieu en 1988, alors que certaines unités sont transformées en BB 80000 afin d'effectuer un service de manœuvres.
Les dernières unités ont été radiées en 2003, à l'exception de trois : les BB 8120, 8216 et 8229 conservées pour l'activité infrastructure au dépôt d'Avignon et équipées de pantographes racleurs de givre. Toutefois ces dernières machines ont été radiées huit ans plus tard en décembre 2011.

### Lignes desservies
- Mâcon - Bourg-en-Bresse - Genève (en service international)
- Lyon - Ambérieu - Culoz - Genève (en service international)
- Ambérieu - Culoz - Aix-les-Bains - Chambéry - Montmélian - Modane (marchandises)
- Paris - Le Mans
- Paris ou Valenton[6] - Dijon
- Dijon - Lyon - Avignon - Miramas
- Dijon - Dole (quand la gare de Dole était gare commutable 1500 V continu/ 25000 V alternatif)
- Lyon - Ambérieu - Culoz - Chambéry
- Lyon - Saint-Étienne
- Lyon - Valence - Montélimar - Avignon
- Saint-Jory - Sibelin (gare "marchandises" de Feyzin-Lyon)
- Avignon - Champfleury - Juvisy (marchandises)
- Béziers - Narbonne
- Narbonne - Gevrey-Chambertin (marchandises)
- Villeneuve-Saint-Georges via Moret[6] ou Thomery[6] - Lyon - Tournon - Nîmes (marchandises)
- Villeneuve-Saint-Georges - Montargis[6]

(liste non exhaustive)

### Dépôts titulaires
- Avignon
- Béziers
- Chambéry
- Dijon-Perrigny
- Laroche-Migennes
- Les Aubrais
- Lyon-Mouche
- Montrouge
- Paris-Dépôt du Charolais
- Paris-Sud-Ouest
- Tours-Saint-Pierre
- Villeneuve

- BB 8195 radiée en raison d'une prise en écharpe le 17 octobre 1991 à Melun.

## Machines conservées
En 2011, trois machines sont conservées[réf. nécessaire] :
- BB 8122, BB 8194 et BB 8240 : à l'atelier de Vitry-sur-Seine, puis envoyé à la ferraille ;
- BB 8177 : Exposée au Musée du Chemin de Fer à Nîmes ;
- BB 8238 : Écomusée du haut-pays et des transports à Breil-sur-Roya (Alpes-Maritimes).

## Modélisme

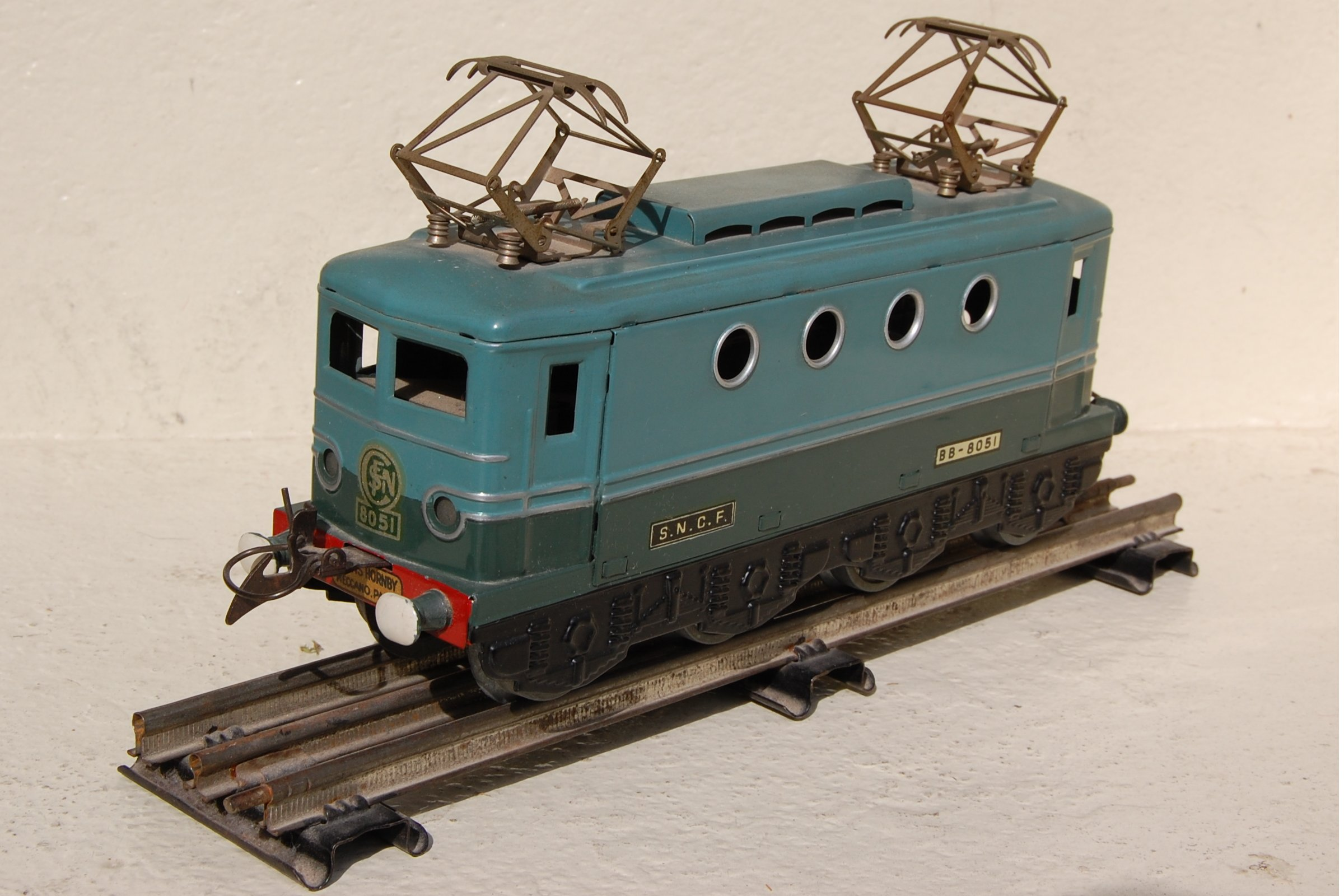
Miniature Hornby à l'échelle 0.

- Cette locomotive a été reproduite en échelle HO par les firmes Märklin[7],[8],[9], Hornby-acHO [10]  (la 8144 en livrée verte d'origine), Rivarossi, Piko[11] et Roco (en livrée verte/gris béton et pouvant circuler en unités multiples : voir un article traitant ce sujet dans la revue de modélisme ferroviaire "Le Train" numéro 180 d'avril 2003 pages 64 à 69 mais l'éditeur a noté par erreur année 2002 au lieu de 2003).
- En échelle 0 par GMP, LR (Louis Roussy), Jucsie, JEP, Hornby , LEMACO et AMJL.
- Elle a aussi été produite à l'échelle N par Minitrix sous le numéro 20006.
- Elles sont aussi présentes en trois livrées sur simulateur ferroviaire TS 2018.
- Elles ont aussi été reproduites à l'échelle HO et 0 sous différentes versions par la société Lematec(voir la revue de modélisme ferroviaire "RAIL PASSION" numéro 136 de février 2009 page 78).